# Saint-Jean-St-Gervais
Saint-Jean-St-Gervais – miejscowość i gmina we Francji, w regionie Owernia-Rodan-Alpy, w departamencie Puy-de-Dôme.
Według danych na rok 1990 gminę zamieszkiwało 95 osób, a gęstość zaludnienia wynosiła 7 osób/km² (wśród 1310 gmin Owernii Saint-Jean-St-Gervais plasuje się na 748. miejscu pod względem liczby ludności, natomiast pod względem powierzchni na miejscu 679.).